# The Modern Lovers
The Modern Lovers (också känd som Jonathan Richman and The Modern Lovers 1976–1988) var ett amerikanskt rockband bildat 1970 av Jonathan Richman.

## Historia
Den första sättningen av bandet, som var starkt influerade av The Velvet Underground, splittrades innan det hann släppa en riktig skiva. Den självbetitlade LP som kom ut 1976, innehåller demoinspelningar från 1972 samt några senare inspelningar, anses dock vara en av de viktigaste influenserna till punken. Även det officiella livealbumet Modern Lovers Live (1978) räknas som en milstolpe i genren. The Modern Lovers har reinkarnerats flera gånger med olika medlemmar, oftast som Jonathans Richmans kompband, men då inte fått lika stor uppmärksamhet som originalsättningen.

## Diskografi (i urval)
The Modern Lovers (album)
- The Modern Lovers (1976)
- The Original Modern Lovers (1981)
- Live at the Longbranch Saloon (livelbum) (1992)
- Precise Modern Lovers Order (livelbum) (1994)
- Live at the Longbranch and More (livealbum) (1998)

Jonathan Richman and the Modern Lovers (album)
- Jonathan Richman and the Modern Lovers (1976)
- Rock 'n' Roll with the Modern Lovers (1977)
- Modern Lovers 'Live' (1978)
- Back in Your Life (1979)
- Jonathan Sings! (1983)
- Rockin' & Romance (1985)
- It's Time For … (1986)
- Modern Lovers 88 (1988)